# Simon Ouchakov
Pour les articles homonymes, voir Ouchakov.
Simon (Pimène) Fiodorovitch Ouchakov (en russe : Симон (Пимен) Фёдорович Ушаков), né en 1626 et mort le 25 juin 1686 à Moscou, est un peintre iconographe russe du XVIIe siècle. Avec Fiodor Zoubov et Fiodor Rojnov, il a participé à la réforme globale de l'Église russe orthodoxe entreprise par le patriarche Nikon.

## Biographie
On ne sait presque rien des premières années de Simon Ouchakov. Sa date de naissance est déduite d'une inscription figurant sur l'une de ses icônes : « En l'an 7166 fut peinte cette icône, par Simon Ouchakov le fils, âgé de 32 ans »
À 22 ans il devient un artiste rétribué par la Chambre d'Argent, dépendant du prikaz des armoiries, peintre du Tsar. Il dessine des modèles  pour les orfèvres qui travaillent dans les ateliers du Kremlin.
Les couleurs fraîches et délicates et les courbes des dessins de ses icônes de style proto-baroque attirent l'attention du patriarche Nikon, qui le présente au tsar Alexis Mikhaïlovitch. Devenu grand favori de la famille royale, il se voit finalement, en 1664, attribuer un poste officiel au Palais des Armures du Kremlin, dirigé par un boyard instruit, Bogdan Khitrovo

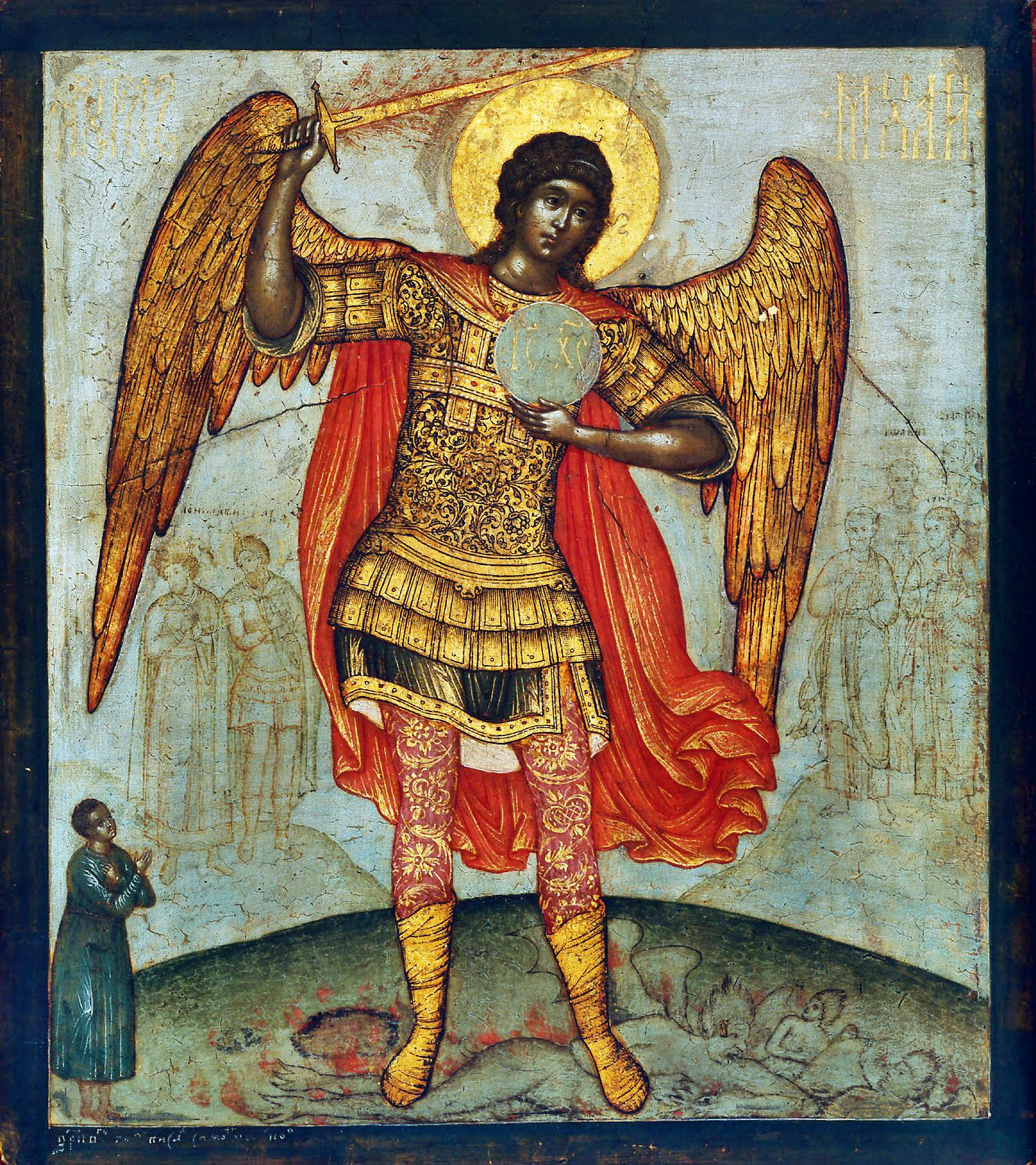
Le saint Archange Michel foulant aux pieds le diable (1676). Galerie Tretiakov, Moscou.

Ouchakov a de nombreux élèves et collaborateurs. Il publie même, en 1664, un court traité d'iconographie intitulé « Un mot sur la peinture d'icônes aimante et méticuleuse ». Certains prêtres parmi les plus conservateurs de Russie, tels l'archiprêtre Avvakoum, voyaient dans ses icônes les « œuvres lascives des démons », car elles étaient de facture trop occidentale à leur goût. Avvakoum a notamment accusé Ouchakov de peindre des « saints bien en chair » en prenant pour modèle sa propre corpulence.
Il reste qu'Ouchakov a exercé une influence considérable sur les peintres moscovites de la seconde moitié du XVIIe siècle. Parmi ceux-ci Alexandre Kazantsev (Ostafev). Après lui, la pénétration de l'art occidental n'a cessé de faire des progrès en Russie.
Une de ses spécialités était la peinture des Saintes Faces ou Saints Suaires. Celle de la Laure de la Trinité Saint-Serge  qui date de 1673 en est un exemple. C'est un compromis entre la tradition idéaliste de Novgorod et le réalisme occidental avec une tendance à l'académisme qui va s'accentuer  dans ses dernières œuvres, estime Louis Réau.
Ouchakov a également exécuté des commandes séculières et des gravures pour illustrer des livres. Il fut ainsi l'un des premiers peintres laïques de Russie. Certaines de ses œuvres exposées en Europe occidentale ont contribué à y susciter l'intérêt pour la peinture russe naissante.
Après Andreï Roublev, il est le seul maître universellement connu de l'ancienne peinture russe. Mais il a vécu à une époque confuse pour la peinture d'icône
qui est devenue décadente. Il n'est plus un peintre d'icône comme ceux de Novgorod et il n'est pas encore un peintre moderne. Venu trop tard, il n'a pas réussi à enrayer la  décadence de la peinture d'icône, estime Louis Réau. Il n'en est pas moins souvent baptisé « le Raphaël de l'art russe » .

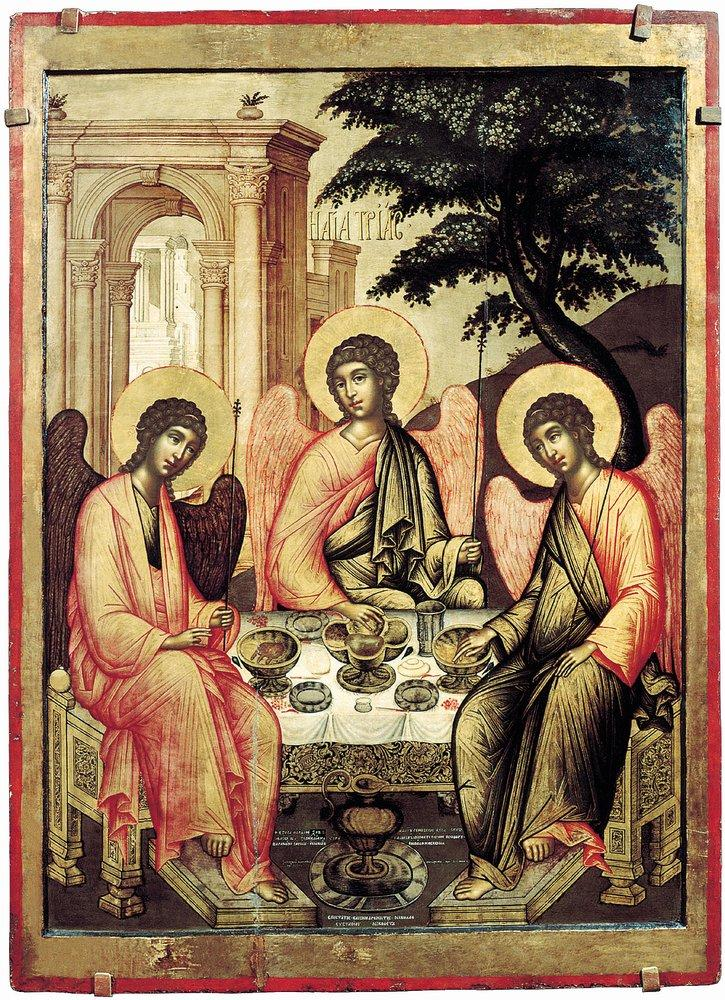
La Trinité, ancien Testament/ Ouchakov 1671.